# Sucre (Tungurahua)

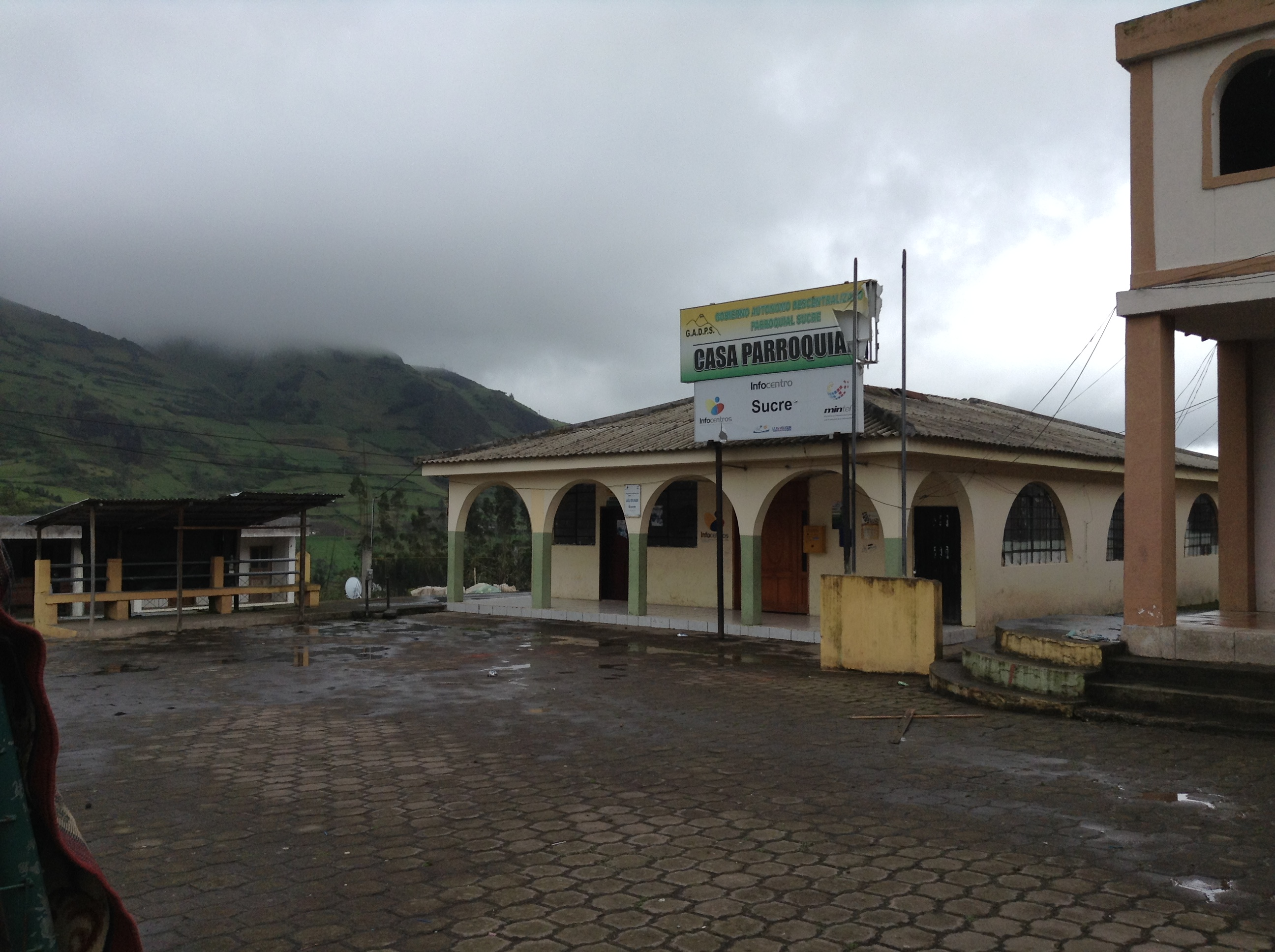
Infocentro Sucre

Sucre ist eine Ortschaft und eine Parroquia rural („ländliches Kirchspiel“) im Kanton Patate der ecuadorianischen Provinz Tungurahua. Die Parroquia besitzt eine Fläche von 166,6 km². Die Einwohnerzahl lag im Jahr 2010 bei 2369. Die Parroquia wurde am 26. März 1886 als Patate Urco gegründet. Später wurde die Parroquia zu Ehren von Antonio José de Sucre, ein General unter Simón Bolívar.

## Lage
Der Ort Sucre befindet sich 5,5 km nordnordöstlich vom Kantonshauptort Patate an der Westflanke der Cordillera Real auf einer Höhe von 2680 m. Im Nordosten reicht das Gebiet bis zum 4302 m hohen Cerro Quillotura. Der östliche Teil der Parroquia gehört zum Nationalpark Llanganates.
Die Parroquia Sucre grenzt im äußersten Nordosten an den Kanton Tena der Provinz Napo, im Osten an die Parroquia Río Verde des Kantons Baños de Agua Santa, im Südosten an die Parroquia El Triunfo, im Süden an die Parroquia Patate, im Westen an die Parroquia Los Andes sowie im Nordwesten an den Kanton Santiago de Píllaro.